# Maria Teresa Rafaela de Borbó
Maria Teresa Rafaela de Borbó i Farnese (Madrid, 11 de juny de 1726 - Versalles, 22 de juliol de 1746) va ser una infanta d'Espanya i delfina de França.

## Biografia

### Orígens
Filla dels reis Felip V d'Espanya i d'Isabel Farnese, va néixer l'11 de juny de 1726 al Reial Alcàsser de Madrid. Va rebre una educació religiosa i moral estricta.

### Compromís
Amb tretze anys, la infanta va ser compromesa en matrimoni amb el delfí Lluís de França, fill de Lluís XV. Aquest acord es produïa en un context d'una aproximació entre Espanya i França, una aliança que va ser segellada amb aquest matrimoni i abans el de la princesa Lluïsa Elisabet de França amb l'infant Felip, futur duc de Parma.
Abans del compromís, ambdues corts tenien una mala relació, a causa del trencament del compromís entre Lluís XV i la infanta espanyola Maria Anna Victòria, germana gran de Maria Teresa. En el nou compromís, per influència d'Isabel Farnese, la infanta no va anar a França fins que va tenir una edat més madura.

### Delfina de França
La infanta es va casar per poders el 18 de desembre de 1744 amb el Delfí Lluís de França, on va actuar com a representant del nuvi el príncep d'Astúries, Ferran. El dia 20 va sortir de Madrid en direcció a París, en companyia del comte de Montijo, Cristóbal de Portocarrero, que actuava en qualitat de ministre plenipotenciari. El casament de presència es va celebrar el 23 de febrer de 1746. El matrimoni va ser sòlid i ben avingut, a diferència del que succeïa a la corta francesa, de moral laxa, els costums de la qual van reprovar, especialment la presència de les amants del rei. Amb tot, hi hagué rumors a la cort fins a la consumació del matrimoni el setembre de 1745, acabant amb els rumors.
La seva personalitat tímida la van aïllar de la resta de la cort francesa, a més de mostrar-se obertament contrària a la relació del rei amb Madame de Pompadour. Als delfins mai els va agradar l'amistançada reial per la manera com va atraure l'atenció de la reina Maria Leszczyńska.

### Mort
Embarassada de la seva única filla, aquesta va néixer el 19 de juliol de 1746, un part que va deixar exhausta Maria Teresa, a la qual se li van practicar sagnies sense èxit, i finalment va morir a causa d'un trastorn puerperal el 22 de juliol de 1746. Va ser enterrada a l'abadia de Sant Denís. La seva filla, que no va arribar a rebre mai nom –només l'apel·latiu de Madame– va morir dos anys més tard, si bé d'altres afirmen que va ser batejada amb el nom de Maria Teresa.
Val a dir que, cor de la delfina va ser portat a la capella de Santa Anna, l'anomenada «capella dels cors», que contenia els cors embalsamats de 45 membres de la família reial francesa, a l'església de Val-de-Grâce. La capella va ser profanada el 1793, durant la revolució francesa, i l'arquitecte Louis François Petit-Radel va emportar-se el reliquiari daurat que contenia el cor de Maria Teresa, i el va vendre o intercanviar a pintors que cercaven la substància resultant del embalsamament, en aquell moment molt preuat, perquè s'utilitzava per donar la màxima lluentor a les pintures.